# Метрополитен Сучжоу
Сучжоуский метрополитен (официально Сучжоуский Железнодорожный Городской Транспорт, кит. 苏州轨道交通, англ. Suzhou Rail Transit) — действующая с 2012 года система метро в городе Сучжоу в провинции Цзянсу в Китае.

## История

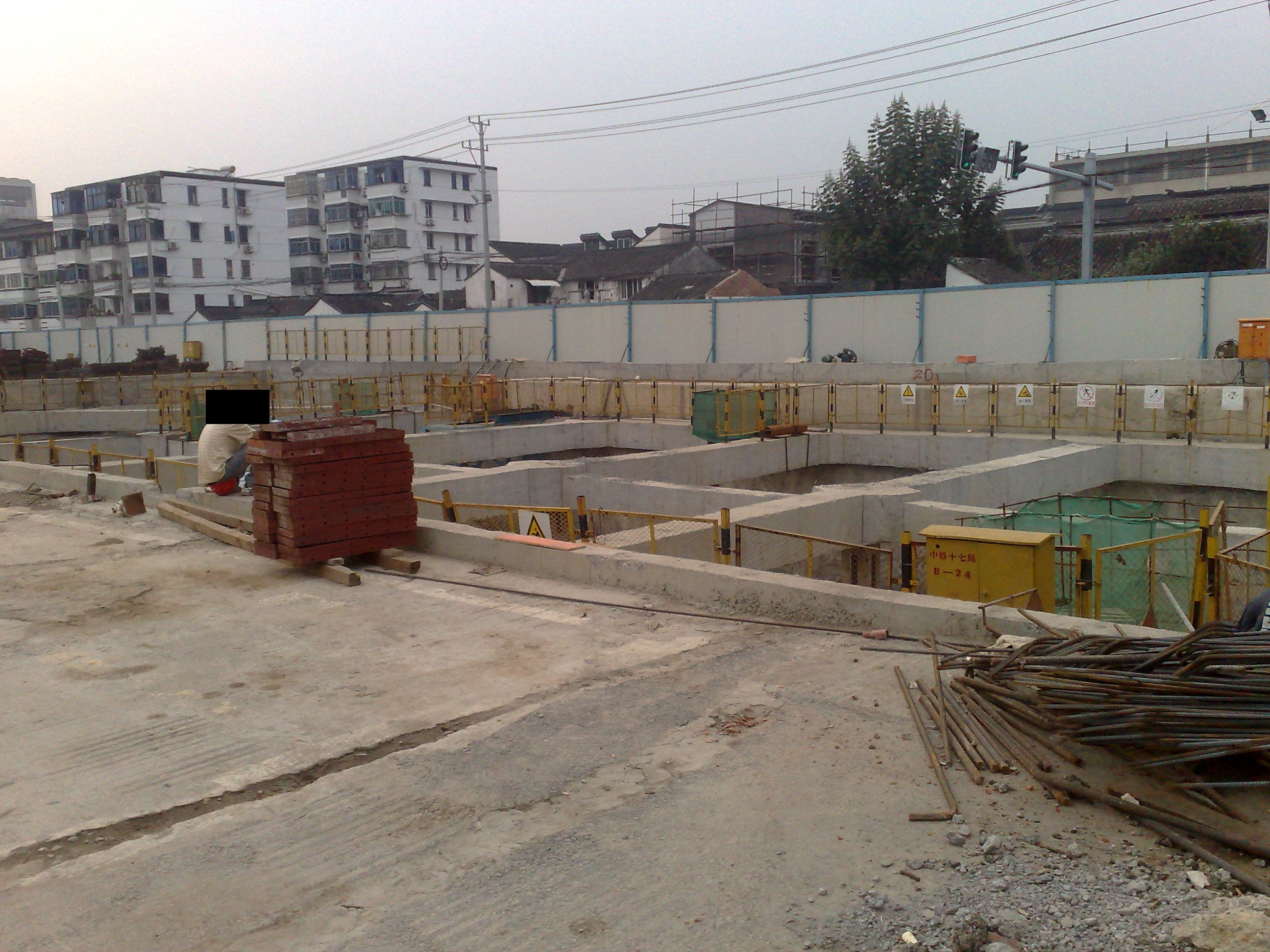
Наземное сооружение (станция Renminlu)

Сооружение метрополитена начато 26 декабря 2007 года. Строительство Линии 2 начато 25 декабря 2009 года. Первые вагоны прибыли 30 декабря 2011 года.
Официальное открытие метро (Линии 1) состоялось 28 апреля 2012 года.
Официальное открытие Линии 2 состоялось 28 декабря 2013 года.

## Система
На всех станциях установлены либо автоматические платформенные ворота, либо платформенные раздвижные двери. На ряде станций устроены лифты для инвалидов.

### Линия 1 (Зелёная)
Имеет длину 25,74 км и 24 станции. Проходит с запада на восток через Сучжоускую Промышленную Зону и центр города. На линии задействован 21 четырёхвагонный поезд.

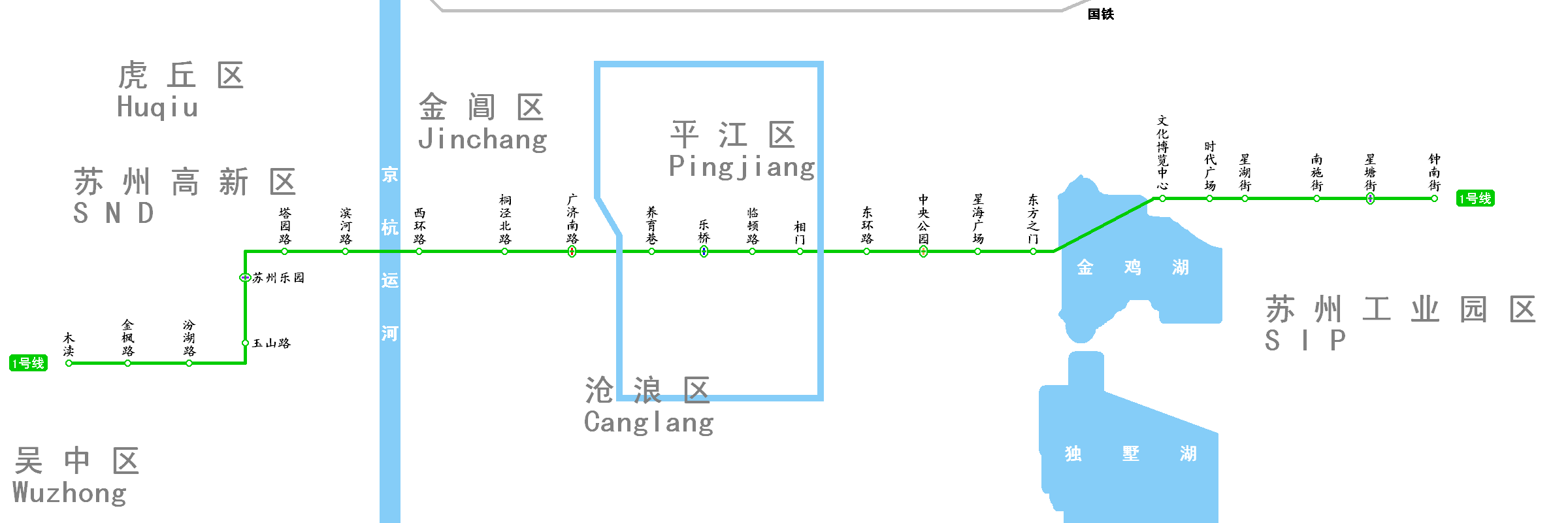
Линия 1

### Линия 2 (Красная)
Имеет длину 40,4 км и 35 станций. Линия проложена от вокзала высокоскоростной железной дороги Пекин-Шанхай на севере города через главный вокзал и центр до специальной экономической зоны Вужонг на юге города.

### Линия 3 (Оранжевая)
Открыта 25 декабря 2019 года, длина - 45,3 км, 37 станций.

### Линия 4 (Синяя)
Линия работает с 15 апреля 2017 года. Она проходит с севера города на юг (станция Лундаобан — Тунли). Основная линия имеет длину 42 км и 31 станцию. От станции Хунчжуан идёт ветка на юго-запад до станции Мули длиною 10,8 км, имеющая ещё 7 станций.

### Линия 5 (Рубиновая)
Открыта 29 июня 2021 года, длина - 44,1 км, 34 станций.

## Планы развития
В конце 2019 года планируется ввод линии 3 протяжённостью 45,2 км, она будет иметь 37 станций и проходить с востока на запад, где у неё будет ответвление из 6 станций. Строится и линия 7 длиной 11,1 км и 7 станциями.

## Галерея

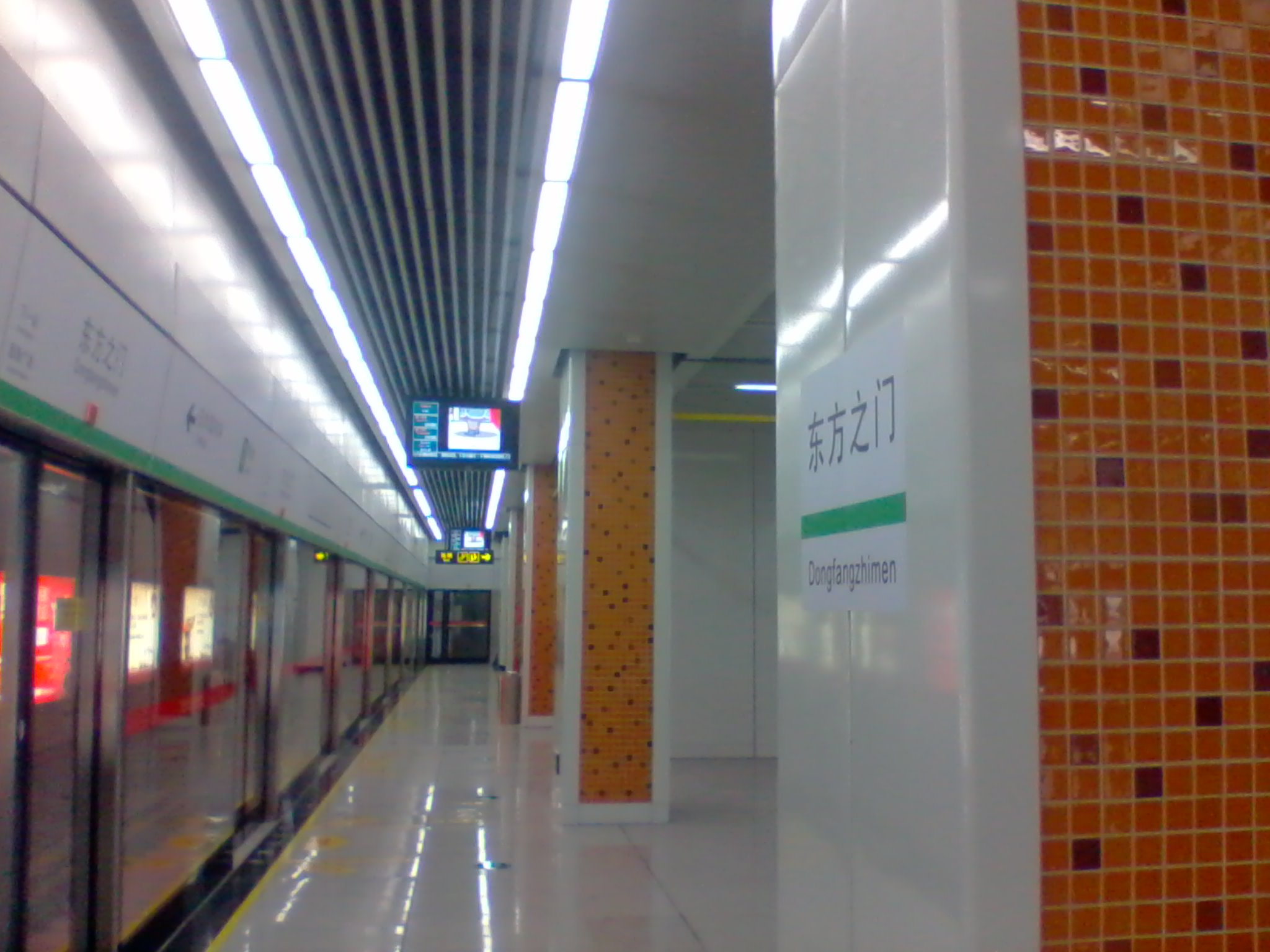
Станция Dongfangzhimen
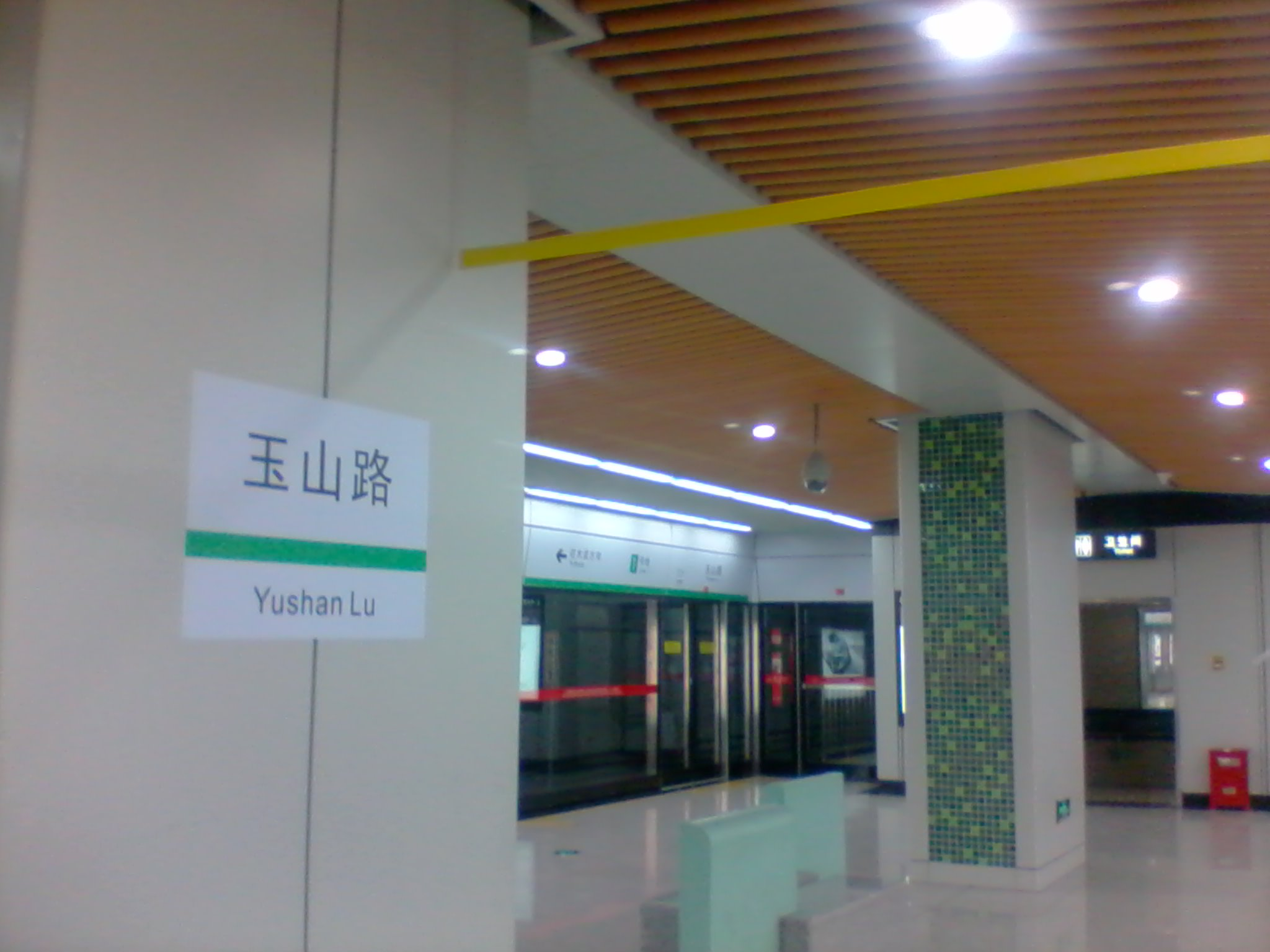
Станция Yushan
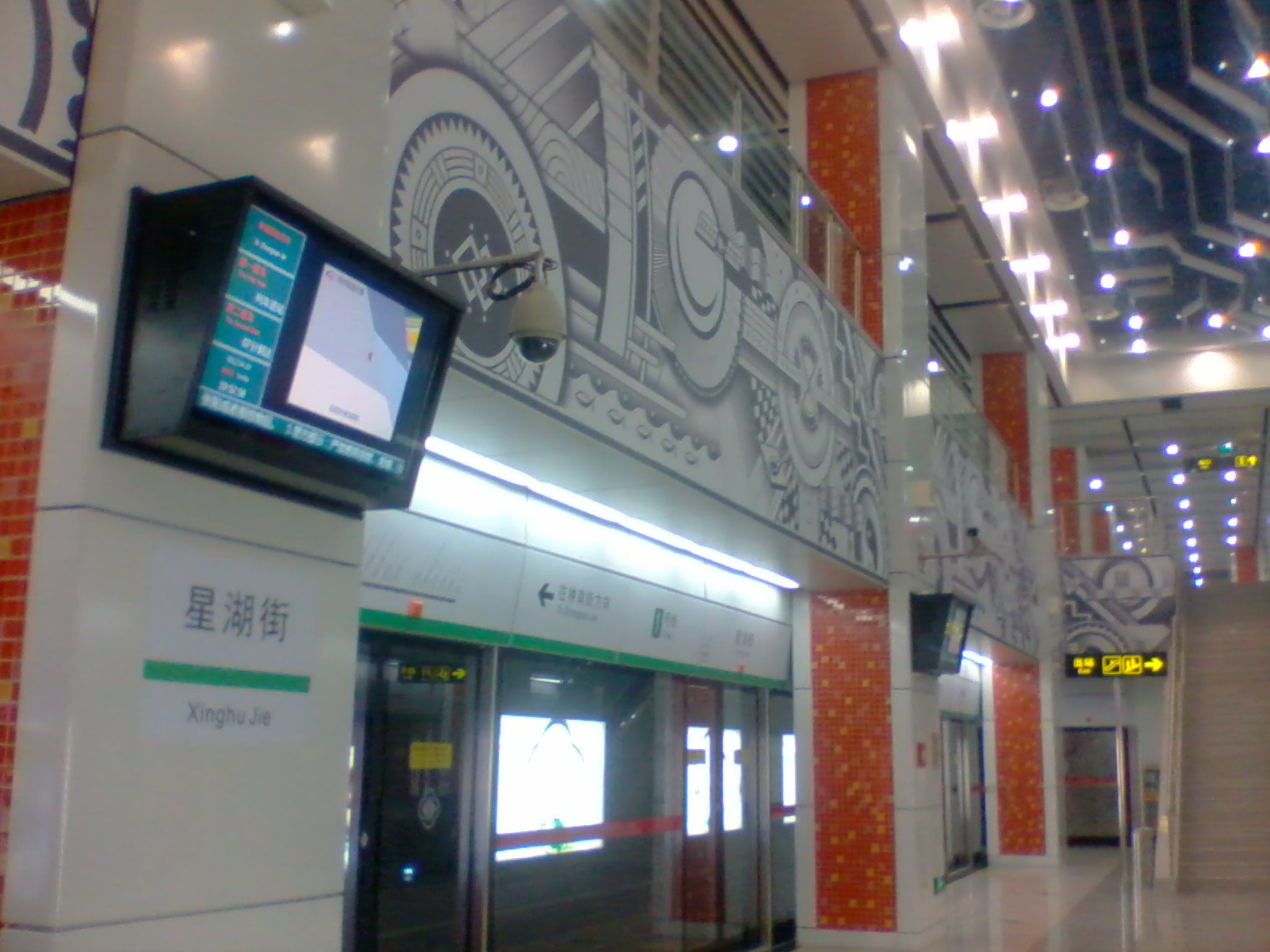
Станция Xinghu

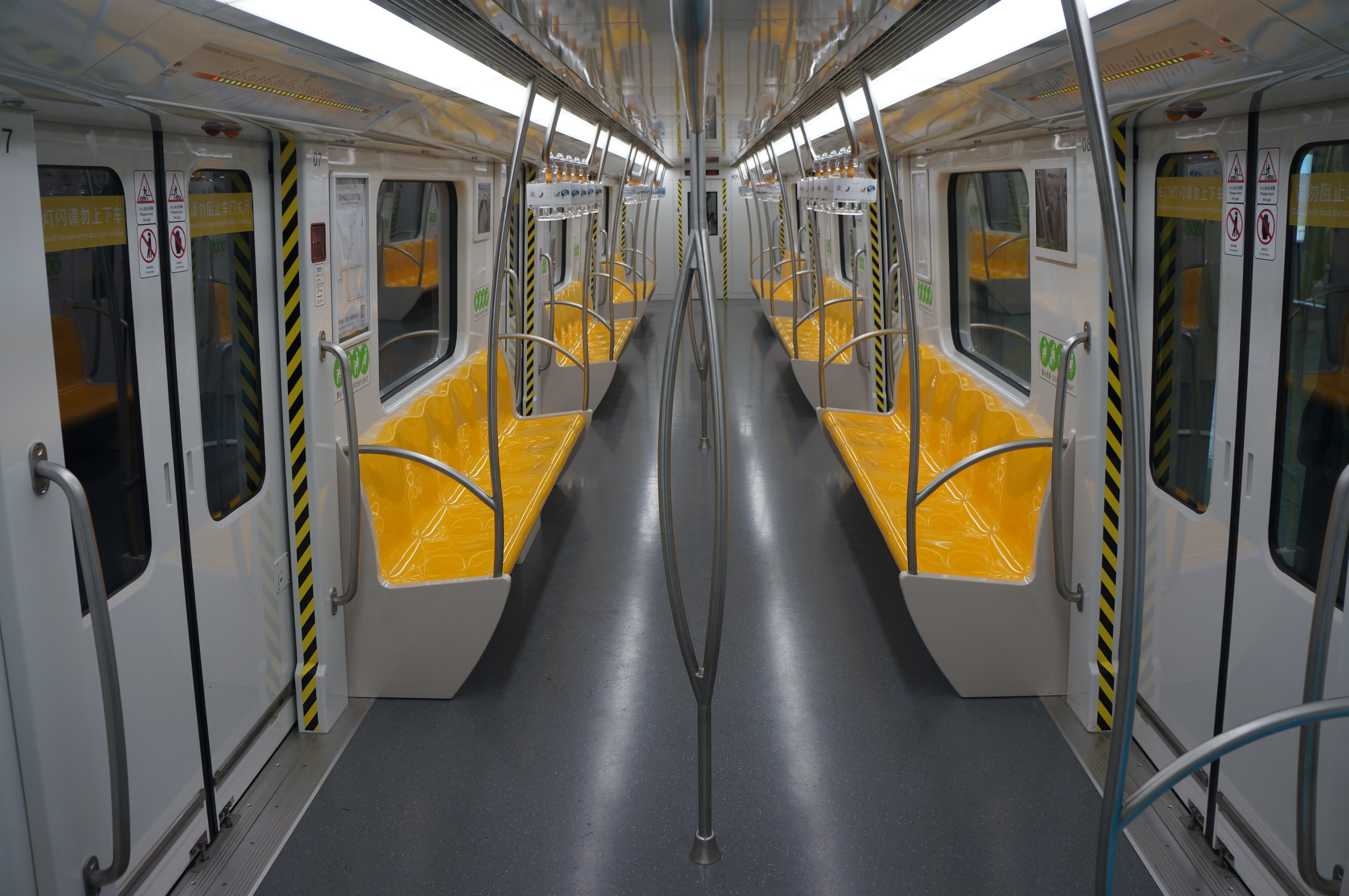
Станция Fenhulu
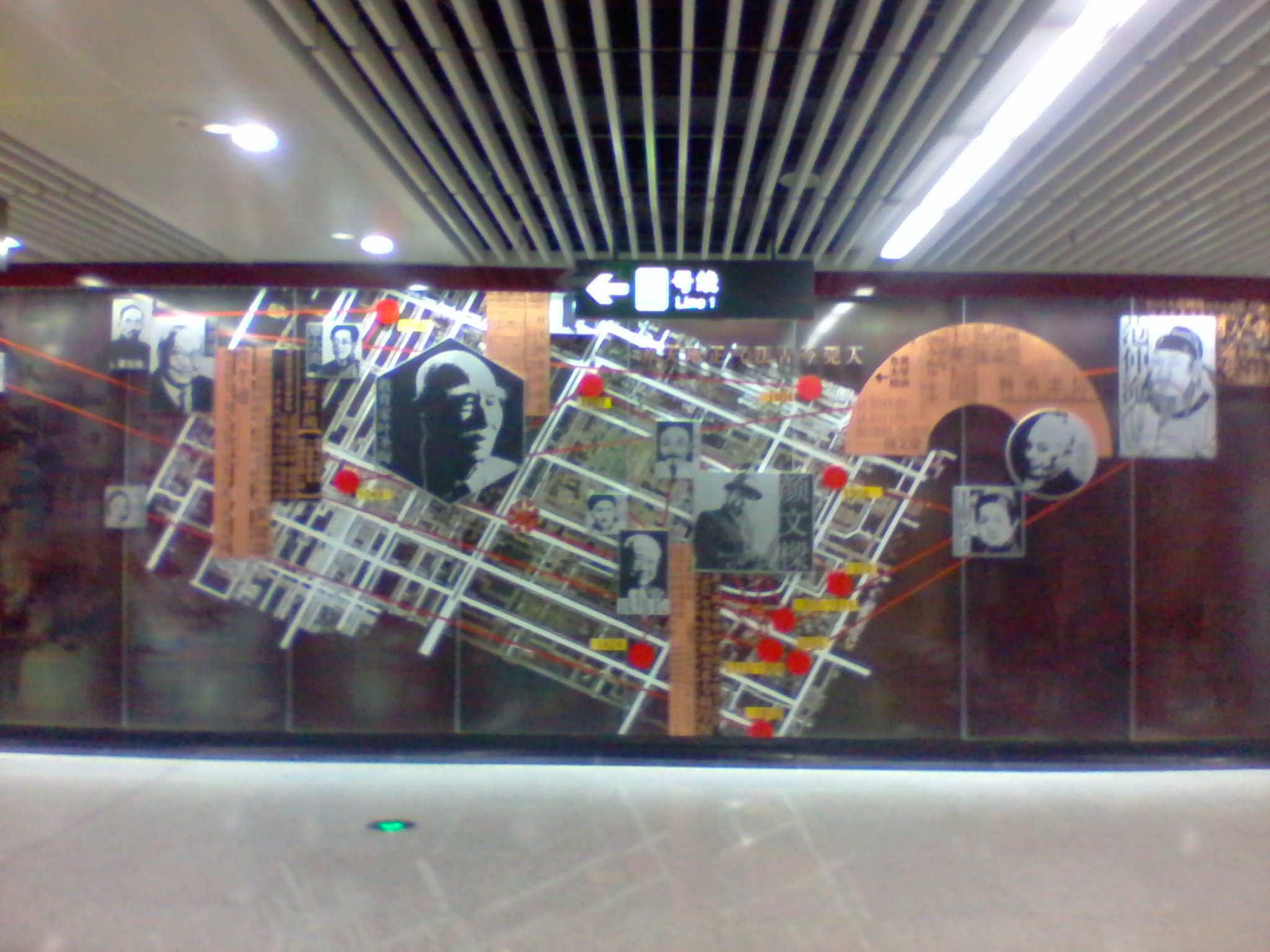
Художественная отделка на станции Leqiao
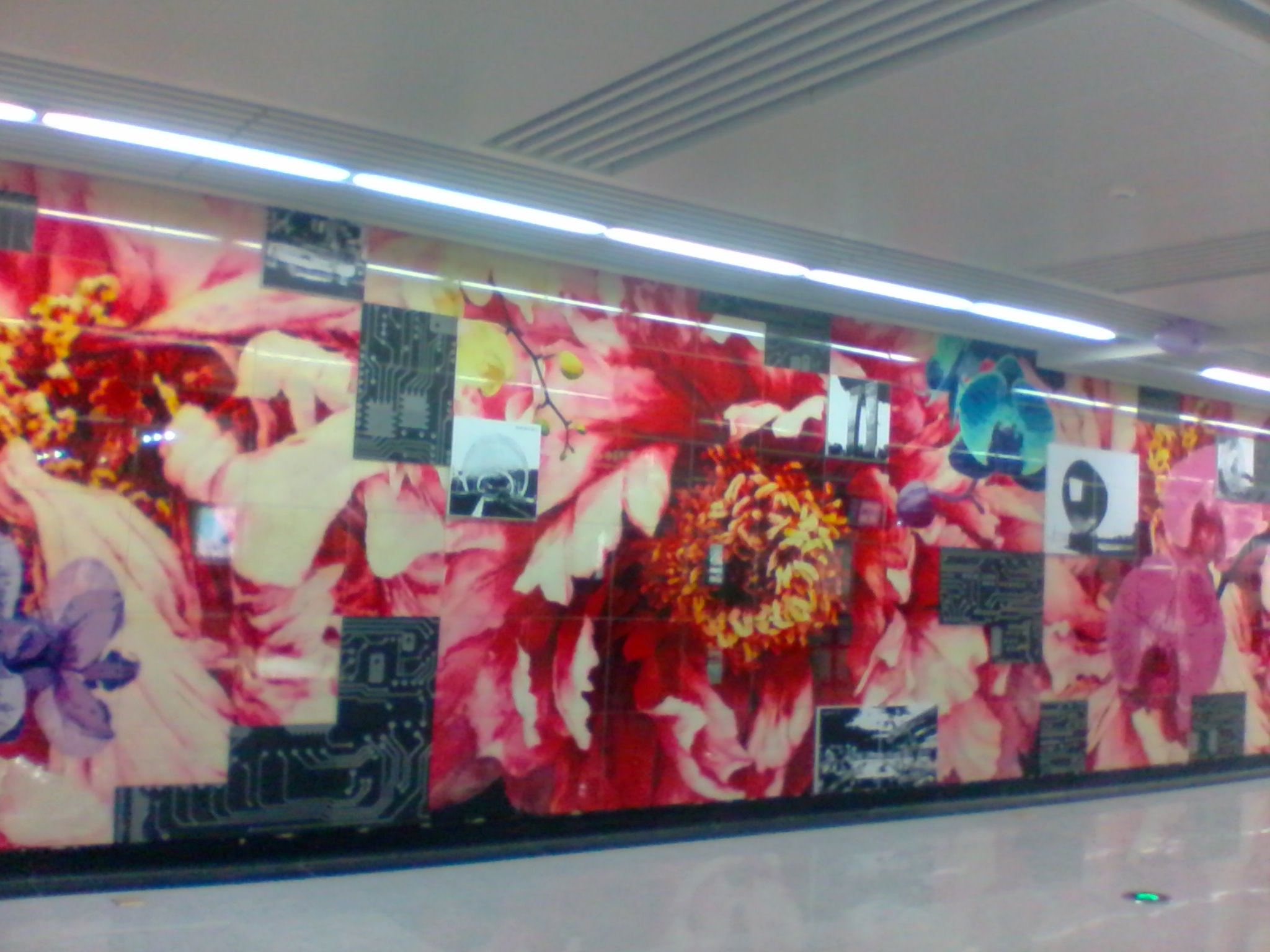
Художественная отделка на станции Dongfangzhimen

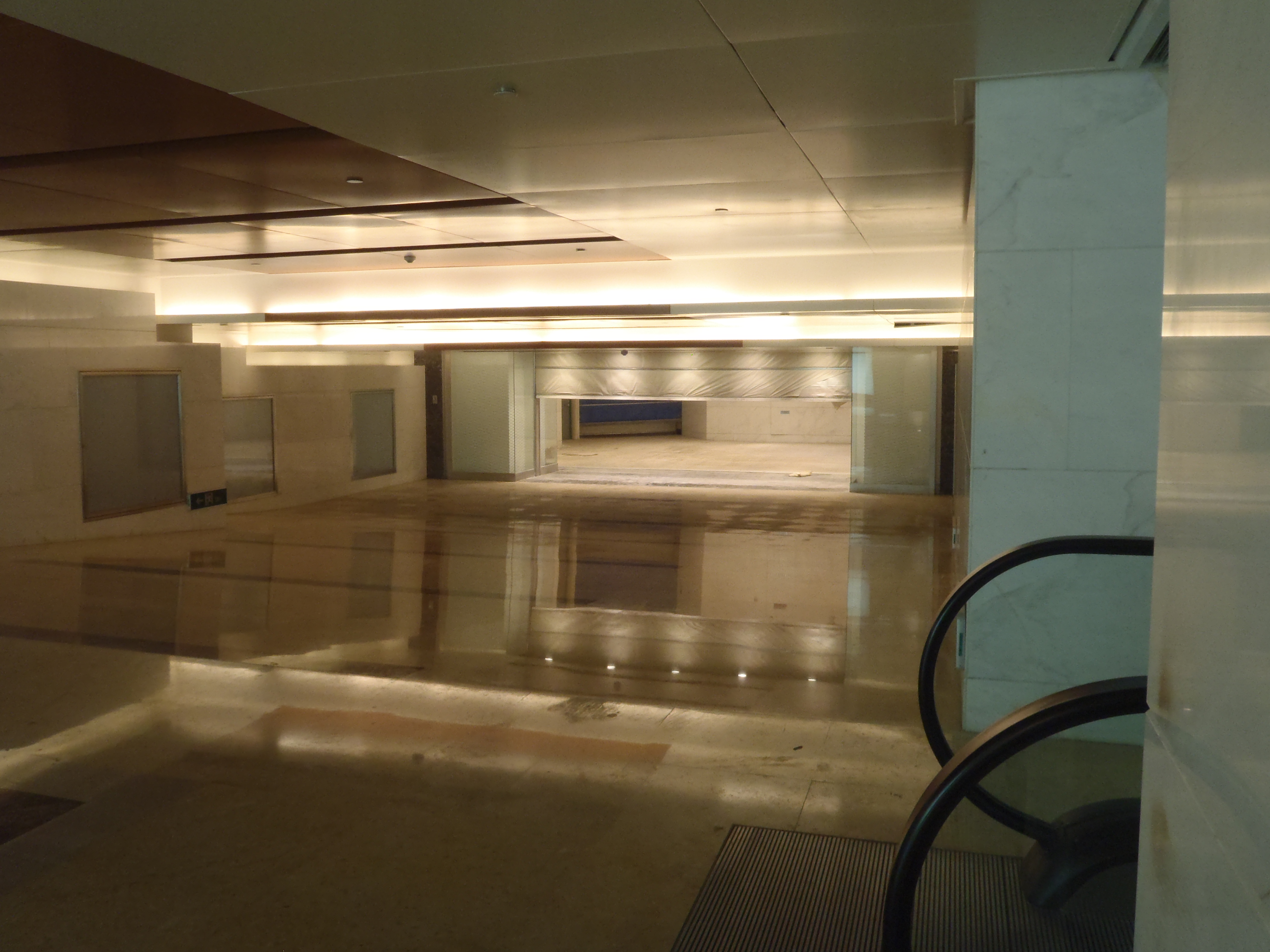
Входной вестибюль (станция Shidaiguangchang - Times Square)
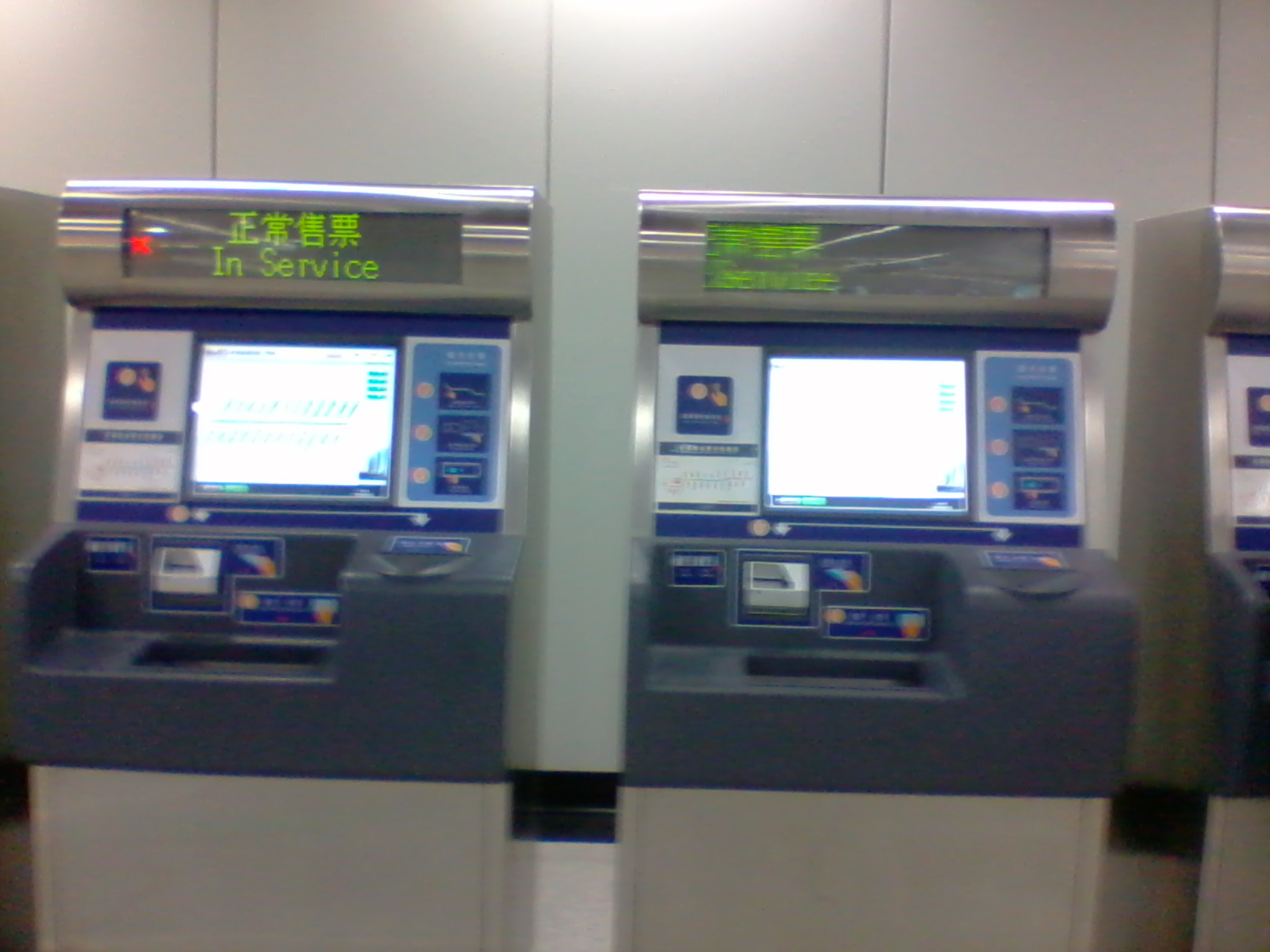
Билетные автоматы
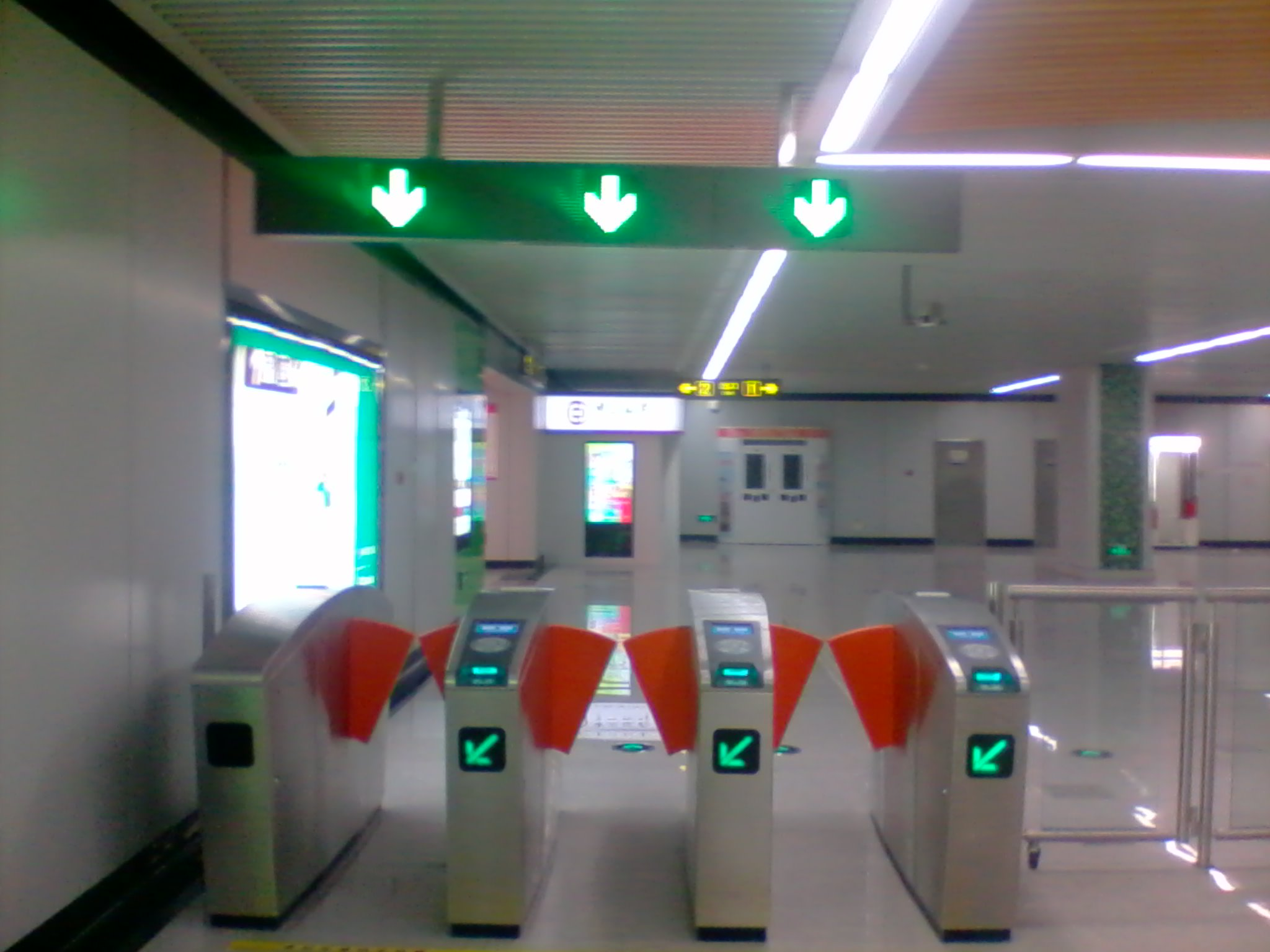
Турникеты
Указатель на станции

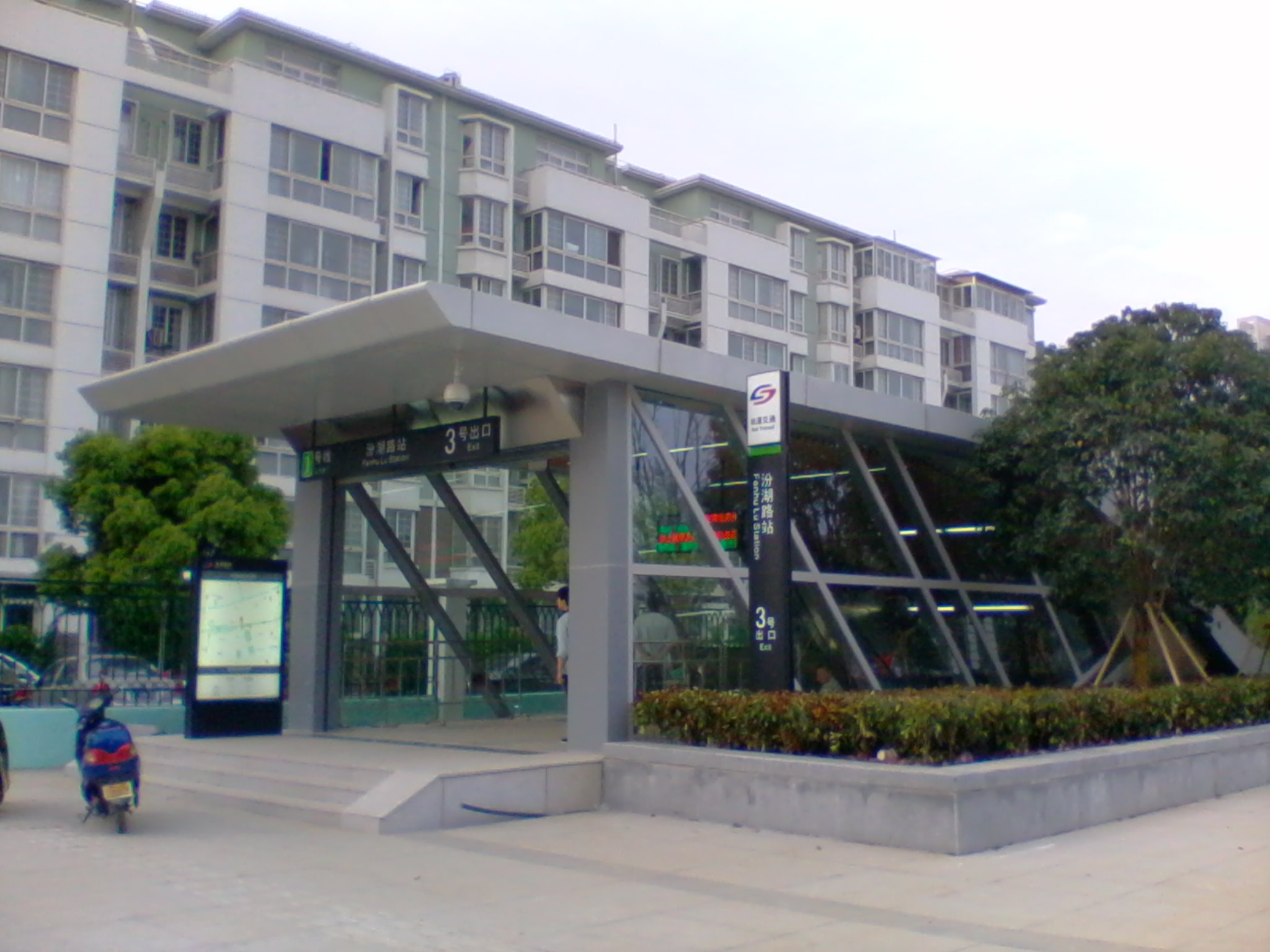
Один из видов уличного входного павильона
Один из видов уличного входного павильона
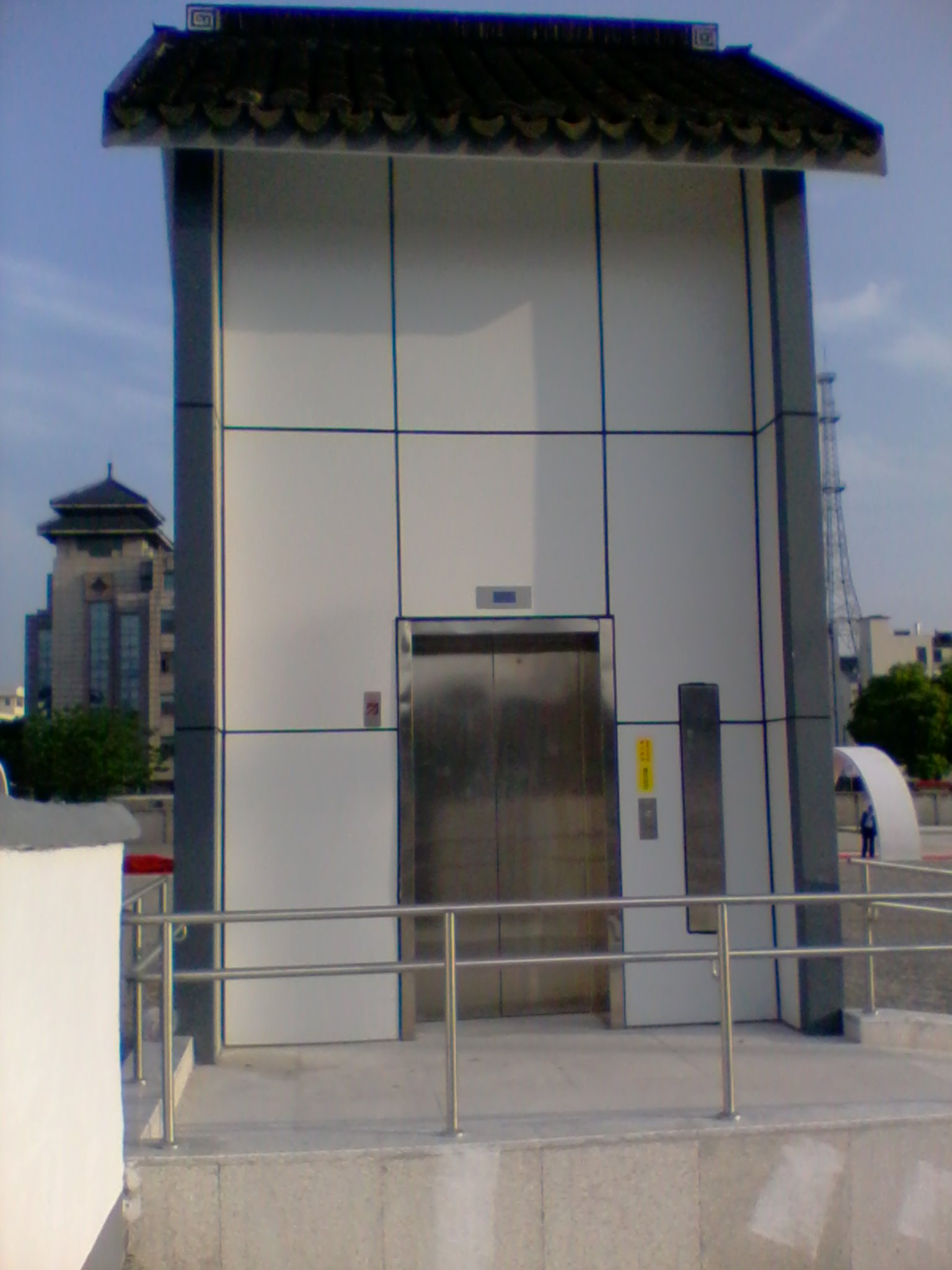
Уличный входной павильон лифта для инвалидов
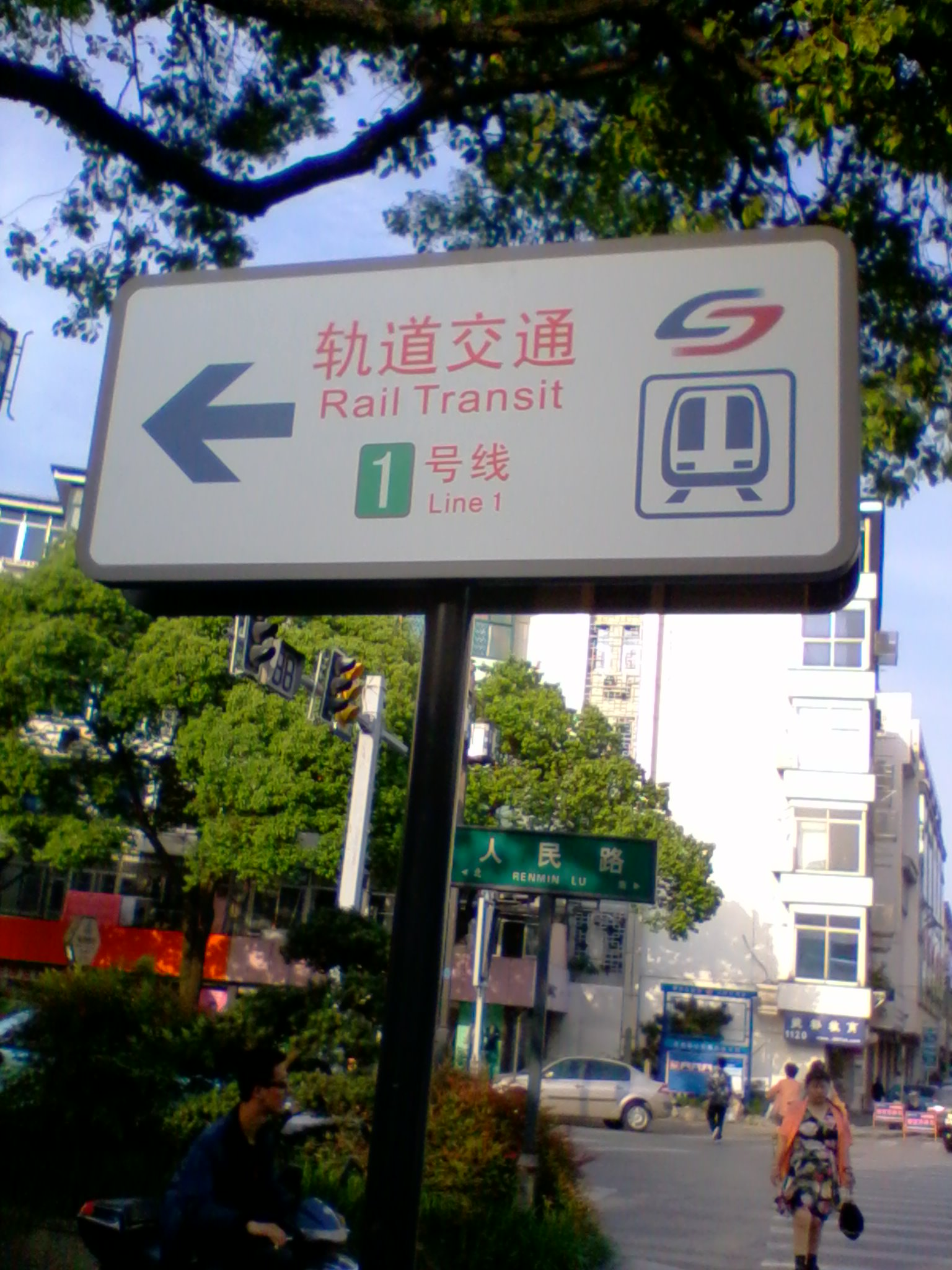
Уличный указатель